# 오와리국

오와리 국

오와리국(일본어: 尾張国, おわりのくに 오와리노쿠니[*])은 일본 도카이도 서부에 있던 옛 구니이다. 현재의 아이치현 서부에 해당한다. 첫 글자의 음독을 따 비슈(尾州, びしゅう)라고도 불린다.

## 군
- 지타군(知多郡). 원래는 智多郡라 적었다.
- 아이치군(愛知郡). 원래는 愛智郡라 적었다.
- 가스가이군(일본어판)(春日井郡). 원래는 "가스가베군"(春部郡)이다.
- 니와군(丹羽郡)
- 하구리군(일본어판)(葉栗郡)
- 나카시마군(일본어판)(中島郡)
- 가이토군(일본어판)(海東郡). 메이지 시대에 가이사이군과 합쳐 아마군(海部郡)이 됨.
- 가이사이군(일본어판)(海西郡) 메이지 시대에 가이토군과 합쳐 아마군이 됨.
- 야마다군 (오와리국)(일본어판)(山田郡 (尾張国)). 전국 시대에 가스가이군과 아이치군으로 분할편입되어 소멸됨.